# Sarcophaga cucullans
Sarcophaga cucullans är en tvåvingeart som beskrevs av Pandelle 1896. Sarcophaga cucullans ingår i släktet Sarcophaga och familjen köttflugor.
Artens utbredningsområde är Frankrike. Inga underarter finns listade i Catalogue of Life.